# Isole
Isole es una película italiana de 2011 dirigida por el director Stefano Chiantini y protagonizada por Asia Argento.
La película se estrenó en el Festival Internacional de Cine de Toronto el 14 de septiembre de 2011, luego al Festival de Cine Italiano de Madrid el 25 de noviembre de 2011 y al Festival de Cine Italiano de Londres.

## Argumento
Las primeras escenas de la película fueron rodadas en el centro histórico de Termoli. Encontramos a Ivan, un inmigrante clandestino que busca trabajo. Es un albañil que vive en un pequeño apartamento con su padre que está enfermo. Precisamente para buscar un trabajo Ivan se dirige un día a las Islas Tremiti, en Apulia, pero no puede regresar como estaba previsto y debe quedarse más tiempo. Y aquí encuentra dos personas muy diferentes que lo ayudarán. Una es Don Enzo, un anciano cura poco común, que vive en una pequeña propiedad donde se ocupa de sus abejas. La otra persona es Martina, una mujer joven que desde la muerte de su hija se cerró en silencio y vive en la casa de Don Enzo, su anciano tutor. Poco a poco Martina y Ivan se van haciendo amigos y también Don Enzo le dará cariño al joven.
Los tres protagonistas no tienen nada en común excepto una cosa: viven aislados porque son diferentes de los demás. No es una coincidencia si la historia se desarrolla en un lugar aislado, de hecho islas. Pero propio el hecho de ser diferentes es el origen de este mutuo interés que crece y se convierte en una gran simpatía y amistad. En la definición de los personajes el director resalta la diferencia que generalmente induce a la soledad, pero también esa puede avecinar a la gente. En una época en la cual la migración es un fenómeno mundial, el análisis di Chiantini es interesante.
Esta descripción de los reportes sociales se completa de un último personaje, la hermana del padre Enzo. Es una mujer egoísta y mezquina que desde el primer encuentro se defiende en el joven extranjero sobre todo porque es interesada con la propiedad del padre. Ella simboliza el entorno que se une contra Ivan y Martina.

## Reparto
- Asia Argento: Martina
- Giorgio Colangeli: Don Enzo
- Anna Ferruzzo: Vilma, hermana de Don Enzo
- Ivan Franek: Ivan
- Pascal Zullino: Rocco, amigo de Vilma
- Eugenio Krauss: Hombre violento